# Lysimachia sciadantha
Lysimachia sciadantha är en viveväxtart som beskrevs av Cheng Yih Wu. Lysimachia sciadantha ingår i släktet lysingar, och familjen viveväxter. Inga underarter finns listade i Catalogue of Life.